# Heathkit H8
Heathkit H8 fue un microordenador basado en el Intel 8080, que salió a la luz en el año 1977. El H8 fue similar a los equipos de bus S-100 de la época, y como otras máquinas utilizaba el sistema operativo CP/M en disquete. La principal diferencia entre H8 y S-100 fue en el bus, H8 apostó por un bus con diseño de 50 pines que era más pequeño, más sólido y con un mejor diseño eléctrico. También incluyó una ROM de arranque que hizo más fácil poner en marcha al equipo, incluyendo el código necesario para el funcionamiento básico de entrada/salida, permitiendo a través de un teclado octal y una pantalla situados en el frontal la entrada de datos, en lugar de los interruptores binarios y las luces utilizadas en las máquinas como el Altair 8800. El H8 tenía un diseño exitoso, pero requería de un terminal separado para ser verdaderamente útil; Heathkit también presentó varios terminales. Un modelo sucesor, el denominado como "Todo en uno", el Heathkit H89, combinó un Z-80 como procesador, una unidad de disquete y con un terminal Heathkit H19. Este modelo también se vendió con el nombre de WH89. Posteriormente fueron vendidos por  Zenith Electronics bajo el nombre de Zenith Z89.

## Historia

### Antecedentes
En enero de 1975, MITS anunció el Altair 8800, empezando a comercializarlo poco después de su presentación. Comercializado a los aficionados a la electrónica a través de revistas como Popular Electronics, los fundadores consideraron que sería un atractivo limitado y se esperaba vender sólo unos cientos de sistemas. En su lugar, recibieron pedidos de miles de personas en el primer mes. Las ventas fueron mucho mayores de lo esperado, tanto que MITS fue incapaz de cubrir la demanda de pedidos durante la mayor parte del año.
El Altair desató tal interés en el mundo de las microcomputadoras que un gran número de otras empresas surgieron para satisfacer la demanda existente, con la creación de equipos que eran clones de Altair. El componente principal de este diseño, fue el bus S-100, llamada así porque utilizaba un conector de borde de 100 pines que MITS encontró a precios muy bajos mientras diseñaba el equipo. Desafortunadamente los pines se conectan a la placa sin pensar en su diseño, con lo que se produjeron una serie de problemas que lo hicieron poco fiable..
A pesar de algunos defectos de diseño, la normalización llevada por un gran desarrollo produce un aumento de las empresas que venden el S-100 al mercado. La introducción de los controladores de disquetera basados en el sistema operativo CP/M mejoraron dramáticamente las capacidades del sistema, comenzando el proceso de convertirlas en herramientas prácticas de pequeñas empresas. A finales de 1970 se empezó a desplazar a las microcomputadoras y otros sistemas en unas determinadas funciones.

### H8
Heatkit fue un gran jugador en el mercado de la electrónica por los productos que se habían probado en el mercado. Alguno de estos eran muy complejos, como por ejemplo una televisión en color. En 1977 se decidió entrar en el mercado de las microcomputadoras, y con tal propósito se diseñó el H8. La máquina se anunció en julio de 1977 y se comenzó a vender a un precio de $379.
Para su utilidad, el usuario necesitaba comprar una tarjeta SRAM 4 kb ($139) y algún tipo de controlador de almacenamiento, como mínimo. Este sería el papel del perforador/lector de cinta H10 , o la tarjeta de entrada/salida serie H8-5 ($110) que controlaba una cinta de casete, usando 1200 baudios, variante del formato Kansas City standard. Otro dispositivo común fue la terminal de vídeo H9, que fue impulsada también por la tarjeta H8-5; sirviendo cualquier otro terminal. Por desgracia, la H9 era barato, pero feo de aspecto y su teclado se limitó a mayúsculas y sólo utilizaba una matriz de interruptores baratos. Finalmente fue sustituida por el terminal H19, con un diseño más agradable y ergonómico capaz de utilizar caracteres en minúsculas. El H19 se convirtió en una importante línea de productos propia. El sistema de disco H17, estuvo disponible en 1978, normalmente se vendía con una unidad, pero ampliable con una segunda (y más tarde a tres). Para el uso del H17 se requiere un mínimo de 16 kb de RAM. El H8 podría utilizar CP/M, pero las primeras máquinas requieren que sea una versión especial de CP/M que fue "org'd" con 4k y una pequeña actualización en la ROM. Heath también tuvo su propio DOS, como era de esperar HDOS nombre, que fue escrito por J. Gordon Letwin (que más tarde pasó a Microsoft para convertirse en el arquitecto de OS/2).
En el momento en que se presentó el H8, el mercado de las computadoras estaba en medio de un cambio que había dado lugar a un usuario que compraba máquinas pre-ensambladas. Heath siguiendo esta tendencia, presentó el WH8 de forma totalmente ensamblada por $475. Al igual que el H8, el WH8 tendría que incluir varios periféricos para ser útil. El sistema de unidad de disco también estaba disponible completamente montado el WH17. Para el sistema operativo CP/M, Heathkit siempre y cuando WH67, tuviese una capacidad de 10 MB de disco duro de ocho pulgadas y el sistema de disquetes H47 de ocho pulgadas.

### H89
En 1978, Heath presentó el Heathkit H88 que combinaba el terminal H19 y un nuevo procesador de Zilog Z80. Una versión con una unidad de disco incorporada a la derecha de la pantalla del terminal se convirtió en el H89. Las máquinas llevaban un gran parecido con el TRS-80 modelo III y similares a los equipos "Todo en uno". El H89 estaba disponible tanto en forma de equipo por $ 1595, como totalmente montado como el WH89 por $2295.
Poco después de la introducción del H89, Heathkit fue adquirida por Zenith para entrar en el mercado de las micro computadoras. Continuaron las ventas del H89 con su propia etiqueta como el Zenith Z89. Finalmente, Zenith Data Systems (Heathkit más la división de computadoras de Zenith) fue comprado por Bull NH (Cll Bull, Honeywell y eléctrico Nippon), ya que necesitaba un fabricante de EE. UU. de las microcomputadoras a fin de cumplir con los requisitos de compra del gobierno.

## Descripción
Heath optó por no implementar el bus S-100 y en su lugar optó por crear el suyo propio, conocido como "Benton Harbor Bus". El bus se basó en un conector de 50 pines y disponían a fin de evitar los problemas eléctricos del S-100(+5V, colocados uno al lado del otro). El H8 fue empotrado en un chasis en forma de caja con lados de cartón prensado y láminas de metal para el resto. La parte superior estaba muy perforada para formar rejillas de ventilación.
La máquina fue construida con una placa base con diez tarjetas de 10 ranuras de 50 pines, que fueron separadas del resto. Además, la fuente de alimentación ocupaba cierta parte del espacio necesario para el resto, dejando 8 huecos disponibles para los slots "standard". El panel frontal conectado a la primera ranura y la CPU conectado a la segunda, dejando siete para una mayor expansión. Las ranuras para tarjetas se arreglan en un ángulo, lo que permitió que la caja sea reducida en altura. Cada tarjeta contiene su propia reguladora de voltaje, utilizando el soporte de montaje en forma de Z como un disipador de calor. (distribución de energía en la placa madre fue reglamentada +8 V y +/-18V;. las tarjetas regulan estas a sus necesidades, por lo general de +5 V y + /- 12V).
Otro cambio importante fue la sustitución de los interruptores del panel frontal y las luces de los primeros modelos S-100, sistemas con un teclado y siete segmentos led (a principios de S-100 máquinas como el Altair o IMSAI 8080 no contenía ninguna ROM y cuando se iniciaban el usuario tenía que usar "un tipo de" programa a través de los interruptores de palanca para poder leer una cinta de papel. Una vez que este "gestor" es preparado, una cinta de papel que contiene un cargador más completo se puede leer, lo que permite al usuario cargar programas en casete o disco).
En el H8 todo este código ya estaba pre-instalado en una ROM kB 1 en un programa de seguimiento conocido como "PAM8", ocupando lugares de 0 a 3FF y el disco H17 utiliza los drivers E/S para el arranque, ocupando una ROM de 2 kB de espacio a través de 180.016 a 1FFF16 [8] La ROM contiene código para controlar el teclado y la pantalla, [9] arrancar directamente en un estado operativo. Con el tiempo, varias versiones de la PAM-8 ROM se vendieron como actualizaciones, en un punto de Heathkit cambió a ROM con 2 kB, que ocupa a través 7FF16 y posteriormente a una ROM de 4 KB de ocupación a través de FFF. La ROM interferido con el funcionamiento de la norma CP/M, que supuso que podría escribir la memoria cerca de la ubicación 0, en particular, los punteros de interrupciones.
PAM8 y porciones de HDOS utilizan una notación de dirección inusual llamada "división octal"  en números de 16 bits que se divide en dos números de 8 bits impresa en octal:  la primera ubicación es "000.000" y la siguiente después de "000.377" era  "001,000" . La mayoría de los equipos mini y micro utilizan directamente octal (377 fue seguido por 400)  o hexadecimal. Con la introducción del procesador opcional HA8-6 Z-80 reemplazado por el 8080,  el teclado del panel frontal tiene un nuevo conjunto de etiquetas y la notación hexadecimal se utiliza en lugar de octal.